# 不妊虫放飼

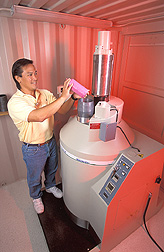
ウリミバエを野外に放つ前に不妊化を行っている技術者

不妊虫放飼（ふにんちゅうほうし）は、害虫駆除の方法の1つで、人工的に不妊化した害虫を大量に放すことで、害虫の繁殖を妨げる方法である。特定害虫の根絶を目的に行われる。

## 方法
特定の害虫を人工的に増殖し、それを不妊化して野外に放つ。野外にいる害虫が交尾相手に放飼した個体を選んだ場合、子孫が生まれず、害虫個体は減少する。有効な放飼を十分に続ければ害虫個体数は幾何級数的に減少する。そして、野外個体すべてが不妊化された放飼個体とだけ交尾すれば次世代の害虫の個体数は0になるので、最終的には根絶（地域個体群の絶滅）に持ち込める。現在のところ、特定の害虫を根絶させる方法としては、ほとんど唯一の方法である。ただし、野生雌の出会う不妊雄の数が少量であれば個体数を減らす効果は得られないため、大量の害虫を生産する必要がある。不妊化には、普通は放射線が使われる。そのため、不妊雄の生産には、専門的な昆虫生産工場が必要になる。
ただし、この方法が使えるには、さまざまな条件がある。
- 人工的に大量に飼育することが可能であること。野生個体群の個体数を超えるほどの数を生産する必要があるからである。
- 野外において、その害虫が隔離された場所にいるか、あるいは移動性が低いこと。放飼をしていない地域との個体の行き来があればうまく行かない。この方法は、根絶が出来なければ、ずっと継続しなければならないが、上記のように、規模の大きい作業になり、金もかかるので、根絶することを前提にしなければ成立しない。
- 成虫が被害を出さないこと。幼虫が害を与えるが、成虫になれば被害を出さないような害虫が対象でなければならない。害虫の個体数が一時的に倍増するような事態が生じるからである。たとえば幼虫が農業害虫で、成虫が花の蜜を吸うような昆虫であれば問題は生じない。しかし、ハブをこの方法で駆除しようとすれば、被害は激増することになろう。ブラックバスに対してこの方法を使う提案もあったが、不妊化したブラックバスが野外で水生動物を食べるので無理である。
- 成虫が何度も交尾をするようなものには向かない。雌が数頭を相手に交尾をするとすれば、そのどれかが野生個体であれば子供が出来てしまう。出来れば1回しか交尾をしないか、複数回したとしても、たとえば最後の交尾の時の精子だけが有効になるなどであれば効果が期待できる。

上記のように、かなり条件としては厳しいが、昆虫の場合、親と幼虫の食性の異なるものは少なくない。害虫であれば大量飼育の難しくないものも多い。この方法では、野外に薬剤を使用しないので環境汚染がないこと（現実には個体数減少をねらって薬剤を使用する場合がある）、薬剤抵抗性のように次第に効果がなくなるようなことがないこと、すでに存在する種を放すので外来種を持ち込むような在来の生物群集の攪乱（かくらん）を起こさないこと、同種内の繁殖に関わる構造を壊すだけで他の種類への影響が少ないことなど、優れた特徴がある。
- なお、上記の「次第に効果がなくなるようなことがない」は必ずしも正しくない。というのは、放される虫が野外個体と全く同じであれば問題ないのであるが、人工飼育下ではそれが必ずしも保証されないからである。工場施設で大量飼育するためには、自然界と同じ環境が用意されるわけではない。そのため、一定の家畜化のような変化が生じることは十分に考えられる。このためにたとえば野外における交尾成功率が下がるようなことがあれば、駆除の成功は難しくなるであろう。下記の伊藤は、ラセンウジバエでの成功例のあと、いくつかの失敗があるのは、一つにはこれが原因ではないかと考え、ウリミバエの飼育個体の交尾成功率なども調査している。

## 歴史
不妊虫放飼法を発案したのは、アメリカ合衆国のエドワード・ニップリングである。彼は北アメリカ南部地方で、幼虫がヒツジなど家畜に寄生して被害を与える、クロバエ科オビキンバエ亜科のラセンウジバエの駆除法としてこれを開発し、1955年にキュラソー島での根絶に成功、アメリカ本土での駆除にかかり、1959年までに、フロリダ地方での根絶に成功した。最終的にアメリカ国内のラセンウジバエは根絶された。
なお、この事業は、不妊化に放射線を使うため、“平和のための原子力”の一環としてのデモンストレーション的意味合いがあり、その分野からの後押しが大きかったとも言われる。その後ミバエ類などを対象に、世界の何カ所かで同様の方法での駆除が行われたが、成功したところも、失敗に終わった場合もある。

### ニップリングの業績
テキサス州生まれで、大学で昆虫学を専攻したニップリングは、1939年頃、当時画期的だった不妊防除法のアイデアに達した。このアイデアは共同研究者のレイモンド・ブッシュランドによって熱烈に支持されたが、その他の研究者からは一蹴された。第二次世界大戦が始まると、戦場で病気を媒介する蚊やハエの研究に二人とも忙しくなり、アイデアは一度眠ることになる。
終戦後も続けられた核実験に反対する学者の中に、アメリカのハーマン・J・マラーがいた。1927年にショウジョウバエにX線をあてて人為的に突然変異を起こさせた業績でノーベル賞を受賞したが、核爆発によって生ずる放射性物質が、人類に悪影響を及ぼすことを警告したのである。
この警告をきっかけに、マラーを知ったニップリングは、放射線によってハエを不妊化できないかと尋ね、可との返答を受けた。生殖細胞はその他の細胞よりも特に放射線に弱いので、適切な量の放射線を当てればハエの体は元気でも、精子が不妊化するような突然変異を起こすことができる。
1951年、ブッシュランドは5000RのX線またはガンマ線を蛹の時期にあてれば、雄も雌も不妊化できることを明らかにした。その後の結果は上記のとおりで、1959年にフロリダ半島で根絶が成功した。また、テキサス州を含む南西部の根絶事業は、畜産業者の強い要望と募金活動によって、1964年にはほとんど達成された。しかし、メキシコから絶えずラセンウジバエが入ってくるために完全な根絶は難しく、メキシコで根絶が達成されたのは1990年になってからである。現在はグアテマラで根絶事業が継続中である。
1995年、ニップリング博士はその功績によって「日本国際賞」を受賞するために来日したとき、記者団の「これまでの研究でなにが一番難しかったか」という質問に「根絶事業予算を獲得することだった」と答えている。

## 実例

### 沖縄のウリミバエ
日本では、沖縄のウリミバエに対してこの方法が行われ、成功を収めている。ウリミバエは腰がくびれ、一見ハチのように見える1センチメートル足らずのミバエで、キュウリやゴーヤーなどウリ類を中心とした果実に親が産卵し、幼虫は果実の内部を食い荒らす。
もともと日本にはいなかったが、台湾から侵入したらしく、20世紀初頭に八重山で見つかり、1970年には沖縄本島周辺の離島である久米島で発見された。このため、沖縄からはウリ類などの本土への出荷ができず、また、一時は本土への侵入も懸念された。そこで、復帰記念事業の一つとして久米島でのウリミバエの不妊虫放飼法による根絶が行われることになった。なお、ウリミバエは次第に北上して1980年頃には奄美群島を含む琉球列島全域に見られるようになった。
この事業の興味深いところは、当初から伊藤嘉昭らの個体群生態学者が計画に深く関わり、綿密な生態学的データの収集による調査結果の検討と、根絶事業が同時進行的に進められたことで、そのためさまざまな記録や学術論文が残されている。伊藤はこれについて、上記のようにこの方法での対象根絶の失敗例が多いこと、しかもそれらに生態学者の検討が入っていないために失敗の理由や原因も示されていないことを挙げ、そう言った方面の検討を行いながら事業を進める必要性を述べている。
久米島での根絶事業は1972年に始まり、1977年から1978年までに根絶された。この間に放飼したハエの数は約3億匹に上る。石垣島にウリミバエ増殖施設が、那覇市に放射線照射による不妊化工場が造られた。放飼された不妊虫は最高で週に400万匹を超えた。ちなみに久米島の面積は約60平方キロ、ウリミバエは作物だけでなく野生の果実にも付く。事業開始当初のウリミバエの雄の個体数は、さまざまな調査の結果、11月下旬に最も多く、このときの個体数は1ヘクタールあたり650匹、島全体では250万匹という推定値が出ている。ちなみに、生まれてくる個体数はもっと多く、約4倍と見積もられている。
久米島に続いて、規模の小さい宮古群島での根絶事業が行われ、その後に沖縄本島の根絶事業が始まった。第1弾として雄を誘引する薬剤による駆除が行われ、これによって個体数を減少させ、それから不妊虫放飼にかかる段取りである。沖縄本島では1986年に防除が開始され、1990年に根絶に成功した。最後の八重山諸島では、当初は困難が予想され後回しにされていたが、1993年に正式な根絶が宣言された。
全事業に要した費用は204億円、この間に放飼されたハエの数は約625億匹に上る。
その後も定期的に再侵入が確認されているが、再発生は確認されていない。再侵入に備えて、2004年現在も前述のミバエ生産工場は稼働を続けている。

### ネッタイシマカ対策
オックスフォード大学とイギリスのバイオテクノロジー企業オキシテックは、遺伝子組み換え（GM）技術で不妊化した雄のネッタイシマカを作り出した。「OX513」という単一遺伝子を組み込んだGM蚊は、繁殖することはできるが、子孫を残すことはできない。生まれた子供は、生殖機能が発達する前に死ぬようにプログラムされているためである。
作り出した目的は、GM蚊を大量に放って野生の雌と交配させ、デング熱などを媒介するネッタイシマカを減少させるためである。現在、安全性と効果を確かめるための予備実験をマレーシアで実施中である。
読売新聞2011年1月28日の記事には、「マレーシア政府は1月25日、遺伝子を組み換えた雄の蚊6000匹をクアラルンプールの近郊の森林に試験的に放ったと発表した」とある。また同時に、「予測できない突然変異を引き起こして、より危険な蚊を作り出すなど、生態系を攪乱するとの懸念も根強く、米英など世界116団体が計画中止を求める声明を相次いで発表している」とも書かれている。

### 沖縄のゾウムシ
サツマイモにはイモゾウムシとアリモドキゾウムシという世界的な害虫が存在する。これらゾウムシの食害や切り口からの菌の侵入により、サツマイモはストレス応答反応としてイポメアマロン等の有毒なフラノテルペノイドを産生するため、食用ばかりか家畜飼料としても利用ができなくなる。サツマイモ害虫であるゾウムシ類の本土での蔓延を防ぐため、植物防疫法はゾウムシ類の分布地域である南西諸島からのサツマイモを含む寄主植物の移動を規制しており、分布地域ではゾウムシ類の根絶防除事業が進められている。
現在、鹿児島県の奄美群島北部の喜界島、沖縄県の沖縄本島に近い久米島と津堅島の3箇所でそれぞれ事業が進められており、沖縄の根絶事業ではイモゾウムシとアリモドキゾウムシを、鹿児島ではアリモドキゾウムシを防除の対象としている。
アリモドキゾウムシの根絶防除事業で核となるのは不妊虫放飼法と雄除去法である。久米島（面積6000ヘクタール）でのアリモドキゾウムシの根絶防除事業は1994年に開始され、初期には密度抑圧のための性フェロモンと農薬を染み込ませた誘殺板の散布が行われた。その後1999年から不妊虫放飼が開始され、一時期週当たり最大300万頭が放飼された。これらの防除が効果を奏し、2002年に島の全域で行われたトラップ調査で捕獲された無マーク虫（野生虫）はほぼゼロだった。その後、急峻な海岸林や放置水田跡のノアサガオからアリモドキゾウムシが寄生した茎が見つかり、不妊虫放飼法と雄除去法による防除を継続しつつ、生息場所を潰していく地道な作業が続けられた。事業は難航したものの、2012年6月から2012年12月28日まで根絶確認調査が行われ、2013年1月11日、事業開始から18年を経て、同島でのアリモドキゾウムシの根絶が達成されたことが那覇植物防疫事務所から発表された。2013年4月22日にはアリモドキゾウムシの移動規制対象地域から久米島町を解除する省令改正が農林水産省でも完了し、久米島での根絶が宣言された。
双翅目昆虫では不妊虫放飼法を用いた根絶成功例は数あるものの、鞘翅目昆虫の広域的な根絶事例は久米島でのアリモドキゾウムシが世界で初めてである。1999年以降、この根絶事業で放飼された不妊虫の累計は4億6千万頭にのぼる。